# Cappella di Maria Santissima di Costantinopoli
La cappella di Maria Santissima di Costantinopoli è una cappella ubicata a Rocca San Felice.

## Storia e descrizione
A seguito di una epidemia di peste nel 1625, che provocò numerosi morti in paese, si decise la costruzione di una cappella, come testimoniato da una lapide conservata al suo interno.
La facciata della cappella è composta da un portale d'ingresso, sormontato da una finestra: termina a timpano, sulla cui sommità è posta una croce in ferro. Internamente è a navata unica: sull'altare maggiore è il quadro raffigurante la Madonna di Costantinopoli del XVII secolo. Altre due tele sono la Madonna del Rosario con San Nicola e San Rocco, testimonianza che la cappella era sede della confraternita del Santissimo Rosario, e l'Arcangelo Gabriele, posto sul soffitto.